# Plamen Markow
Plamen Markow Markow (international durch die englische Schreibweise Plamen Markov bekannt, bulgarisch Пламен Марков Марков; * 11. September 1957 in Sewliewo) ist ein ehemaliger bulgarischer Fußballspieler und Trainer.

## Leben
Plamen Markow verbrachte seine Jugendjahre im Verein seiner Heimatstadt Sewliewo. Dort bekam er auch seinen ersten Profivertrag, bevor er 1975 zum Sofioter ZSKA Sofia wechselte. Dort spielte er zehn Jahre und wechselte zum französischen FC Metz und 1987 zu Grenoble Foot, wo er 1989 seine Spielerkarriere beendete.

## Spielerkarriere

### International
Der Mittelfeldspieler Markow bestritt bisher 38 Partien für die bulgarische Nationalmannschaft und schoss dabei sechs Tore.

### Erfolge
- Bulgarischer Meister: 1975, 1980, 1981, 1982 und 1983
- Bulgarischer Pokalsieger: 1981, 1983 und 1985
- Fußball-Weltmeisterschaft: 1986, Achtelfinale